# Szczepan Zimmer
Szczepan Karol Zimmer (ur. 26 grudnia 1903 w Zborowie, zm. 12 marca 1984 w Los Angeles) – polski nauczyciel, pedagog, bibliotekoznawca.

## Życiorys
Urodził się 26 grudnia 1903 w Zborowie. Ukończył szkołę w Tarnopolu oraz studia na Wydziale Humanistycznym Uniwersytetu Jana Kazimierza we Lwowie, gdzie w 1928 uzyskał stopień doktora filozofii. Był prezesem uczelnianej Bratniej Pomocy Studentów UJK. Następnie uczył w szkoła średnich w Przemyślu. Uczył języka polskiego i historii. W latach 30. był autorem podręczników szkolnych.
W Wojsku Polskim został mianowany podporucznikiem rezerwy piechoty ze starszeństwem z dniem 1 września 1931. W 1934 był oficerem rezerwy 54 pułku piechoty Strzelców Kresowych z Tarnopola i pozostawał wówczas w ewidencji Powiatowej Komendy Uzupełnień Lwów Miasto. Po wybuchu II wojny światowej jako podporucznik rezerwy Wojska Polskiego walczył pod Lwowem, został ranny i został wzięty przez Niemców do niewoli. Po zakończeniu wojny przebywał w Niemczech Zachodnich jako delegat Ministerstwa Oświaty rządu RP na uchodźstwie – był szefem oświaty i wychowania dipisów polskich w trzech strefach okupacyjnych.
W 1951 osiadł w Stanach Zjednoczonych. Podjął pracę fizyczną w sferze przemysłowej w Chicago. Tam ożenił się z Haliną Cieszewską. W 1960 oboje przenieśli się do Los Angeles. Zimmer ukończył studia bibliotekoznawstwa. Podjął pracę w University of Southern California Medical Library, gdzie awansował na stanowisko senior medical librarian. Poza pracą zawodową czynnie poświęcał się działalności pisarskiej oraz społecznej. Publikował prace dotyczące Stanisława Wyspiańskiego, Jana Kasprowicza, Kaspera Elyana. Należał do wielu organizacji polonijnych. Był współzałożycielem Koła Lwowian w Los Angeles w 1969 (formalnie jako Cives Leopolienses).
Zarządzeniem prezydenta RP na uchodźstwie Edwarda Raczyńskiego z 20 grudnia 1983 został odznaczony Krzyżem Komandorskim Orderu Odrodzenia Polski za działalność niepodległościową na uchodźstwie.
Zmarł 12 marca 1984 w Los Angeles. 17 marca 1984, po nabożeństwie w kościele Matki Boskiej Częstochowskiej przy ul. Adams w Los Angeles, został pochowany w Forest Lawn w Glendale w mauzoleum The Hall of Freedom.

## Publikacje
- System daltoński i próby zastosowania go w szkole handlowej. Szkic informacyjny (1931)
- Szkic biograficzny (1947)
- Stanisław Wyspiański, a biographical sketch (1959)
- Education of Polish DPS in Western Germany (1948, współautor)
- The Jagellonian University Library in Cracow (1960)
- Z chałupy na Parnas (1968)
- Pierwszy polski drukarz: Kasper Elyan (1970)
- Henry David Thoreau i jego otoczenie. U źródeł amerykanizmu (1983)
- The beginning of Cyrillic printing in Crakow, 1491. From the Orthodox past in Poland (1983)